# Dear My Family
Dear My Family é a música tema do filme biográfico da SM Entertainment, I AM.. É interpretada por BoA, Kangta, TVXQ, Yesung do Super Junior, Taeyeon do Girls' Generation, Jonghyun do Shinee, Luna do f(x) e Luhan, Chen, Baekhyun e D.O. do EXO. A canção foi lançado digitalmente em 24 de abril de 2012.

## História
É um remake da canção de mesmo nome, do álbum 2002 Winter Vacation in SMTown.com – My Angel My Light performada por Kangta, Moon Hee-joon, S.E.S., Shinhwa, Fly to the Sky e BoA.

## Vídeo musical
O vídeo completo da música foi lançado em 24 de abril de 2012 em canal oficial no YouTube da SM Town. Possui clips de artistas da SM durante os dias de estréia até o presente momento.